# Hôtel de ville de Fredericton
L'Hôtel de ville de Fredericton (anglais : Fredericton City Hall) est le siège du conseil municipal de la ville de Fredericton au Nouveau-Brunswick (Canada). Il s'agit d'un édifice de trois étages de style Second Empire construit en 1875 et 1876 selon les plans des architectes McKean and Fairweather. Il a été désigné lieu historique national du Canada en 1984 et désigné lieu historique local en 2006.